# Condado de Deer Lodge

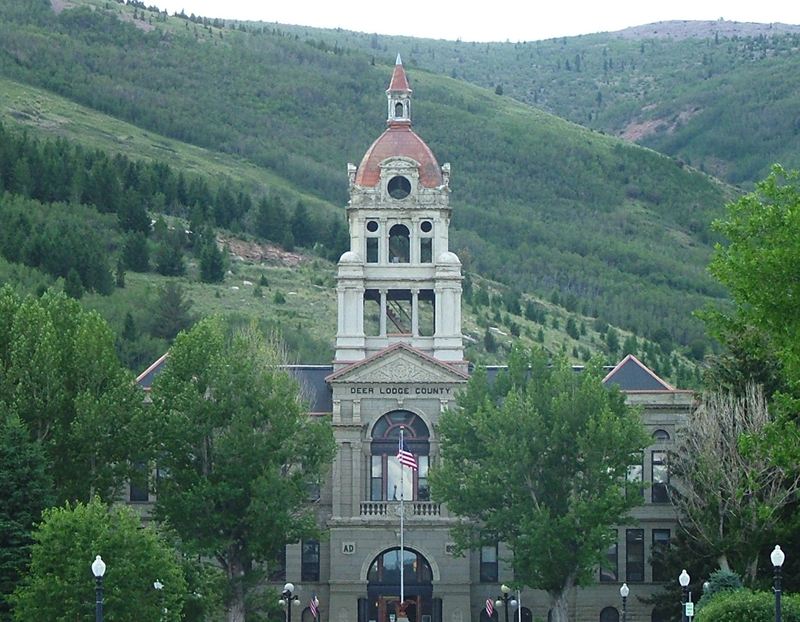
Tribunal do condado de Deer Lodge, em Anaconda, Montana

{{Info/Condado dos Estados Unidos
46.12062, -112.98746
|nome          = Deer Lodge
|imagem        = Pintlers 11.jpg
|mapa          = 
|n_condados    = 
|estado        = Montana
|capital       = Anaconda
|maior_cidade  = Anaconda
|área          = 1919
|área_água     = 10
|perc_água     = 0,57
|populacao     = 9417
|densidade     = 4,5
|censo_data    = 2000
|data_fundação = 1897 (128 anos)
|extra         = 
|estado_art    = o
|estado_cat    = Montana
|nome_condado  = Deer Lodge
|link_externo  = www.anacondadeerlodge.mt.gov/
}}
O Condado de Deer Lodge é um dos 56 condados do estado norte-americano de Montana. A sede de condado é Anaconda, que é também a sua maior cidade. O condado tem uma área de 1919 km² (dos quais 10 km² estão cobertos por água), uma população de 9417 habitantes, e uma densidade populacional de 4,5 hab/km² (segundo o censo nacional de 2000). O condado foi fundado em 1897 e o seu nome provém da região chamada Deer Lodge Valley.